# Русалка в Париже
«Русалка в Париже» (фр. Une sirène à Paris) — фильм в жанре фэнтези от французского режиссёра Матиаса Мальзьё, автора одноимённого романа. В картине сыграли Мэрилин Лима, Николя Дювошель, Чеки Карио, Росси де Пальма и Романа Боренже.
Во Франции премьера состоялась 11 марта 2020 года. В российский прокат фильм вышел 1 августа.

## Синопсис
Он — талантливый музыкант, который никогда прежде не любил. Она — настоящая русалка, оказавшаяся в беде у берегов Сены. Им суждено встретиться, но разве они могут быть вместе? Как знать, как знать…

## В ролях
- Мэрилин Лима — Лула
- Николя Дювошель — Гаспар
- Чеки Карио — Камиль
- Росси де Пальма — Росси
- Романа Боренже — Милена

## Производство
Съемки фильма проходили в Париже и Македонии с августа по октябрь 2019 года.

## Маркетинг
Оригинальный французский трейлер картины был опубликован в сети 29 января 2020 года, локализованный — появился в интернете 10 июня.